# LP1 (FKA 트위그스의 음반)
“LP1”은 잉글랜드의 싱어송라이터 FKA 트위그스의 첫 정규 음반이다. 2014년 8월 6일 영 터크스를 통하여 발매하였다.

## 발매 및 홍보
2014년 6월 9일, 트위그스는 새 음반 “LP1”을 8월에 발매할 것이라고 발표하였다.

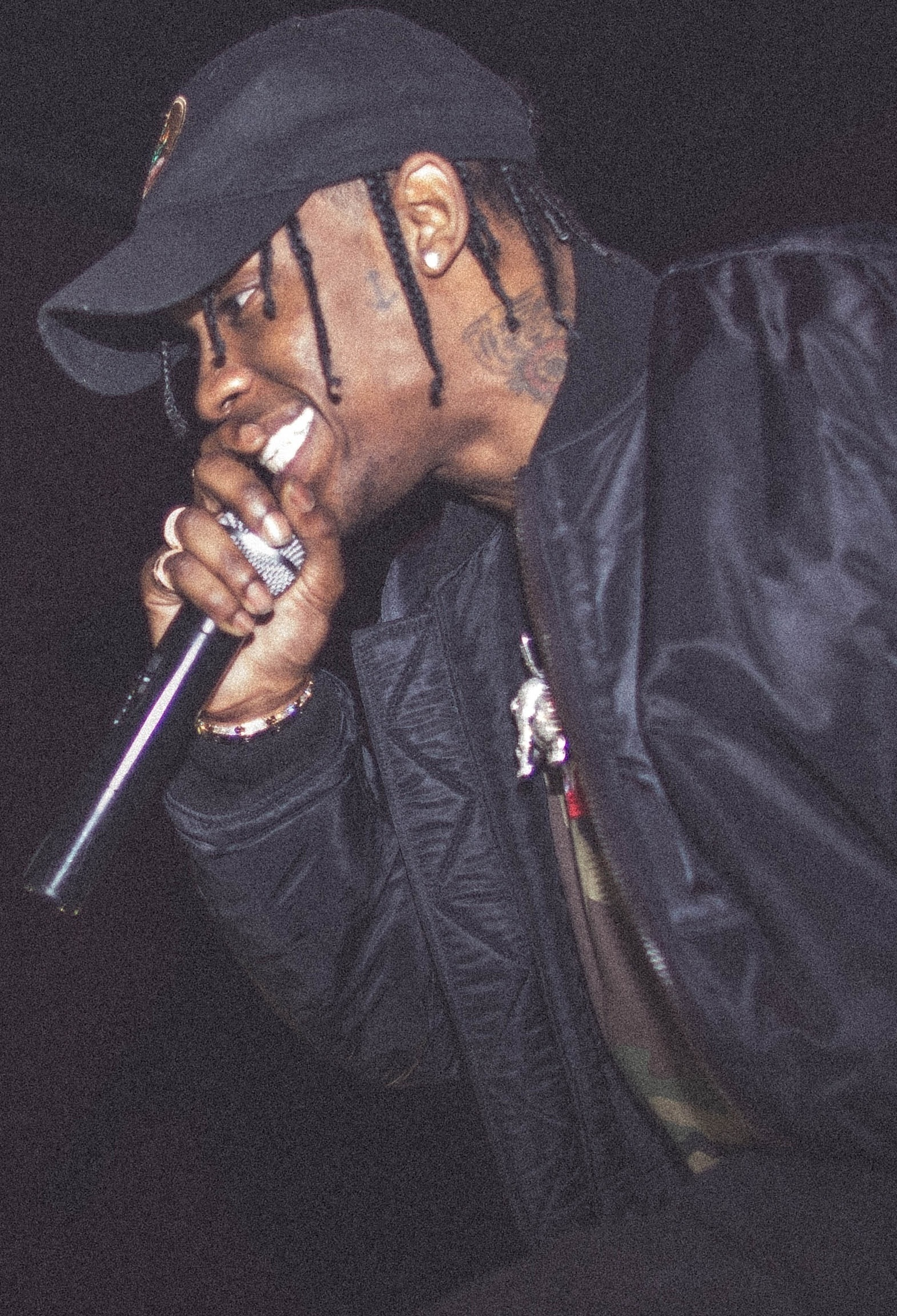
‘Girl Video’의 뮤직 비디오에 카메오로 출연한 트래비스 스콧

‘Two Weeks’는 “LP1”의 리드 싱글로, 2014년 6월 24일 공개되었다. 그리고 그와 동시에 나빌 엘더킨이 감독을 맡은 뮤직 비디오도 함께 공개되었다. 영상 내에서 트위그스는 여신으로 등장한다. 2015년에 개최된 제32회 MTV 비디오 뮤직 어워드에서는 최우수 시각 효과 상과 최우수 촬영상에 후보로 올랐다. 그리고 같은 해 7월 29일에는 두 번째 싱글 ‘Pendulum’을 공개하였다. 트위그스가 처음으로 뮤직 비디오 감독도 겸하여 작업했던 노래로, 뮤직 비디오는 이듬해 1월 14일에 공개되었다. 비디오에서 FKA 트위그스는 머리가 묶인 채로 매달려 있다. 2015년 11월에 열린 MOBO 어워드에서 최우수 비디오상을 수상하였으며, 제32회 MTV 비디오 뮤직 어워드에서 주목할 음악가상에 후보로 이름을 올렸다. 세 번째이자 마지막 싱글인 ‘Video Girl’은 2014년 10월 13일 영국에서 컨템포러리 히트 라디오로 발매하였다. 노래의 뮤직 비디오는 칼릴 조셉이 감독하여 2014년 10월 29일에 공개되었다. 흑백으로 만들어진 영상 안에서는 트위그스가 사형수의 감옥 내에서 춤을 추는 장면이 나오며, 미국의 래퍼 트래비스 스콧이 카메오로 출연하였다.

### 투어
2014년 8월 12일, 트위그스는 북아메리카 및 유럽 투어의 일정과 장소를 공개하였다. 10월 2일 잉글랜드의 브라이턴에서 시작되었던 투어는 같은 해 12월 3일 미국의 올랜도에서 종료되었다. 워싱턴 포스트의 크리스 켈리는 미국 투어의 시작 공연이었던 11월 6일 워싱턴 D.C.에서의 공연에 대해 "한 시간 동안 진행되었던 공연에서 그녀는 관중이 더 많은 것을 원하게 만들 정도 만의 공연을 보여주면서 사람들의 넋을 완전히 놓게 했다. 친밀하지만 손이 닿지 않는, 꿈에서 깨는 것 같았다"고 언급하며 극찬하였다.
| 날짜             | 도시         | 나라       | 장소                      |
| 유럽             | 유럽         | 유럽       | 유럽                      |
| ---------------- | ------------ | ---------- | ------------------------- |
| 2014년 10월 2일  | 브라이턴     | 잉글랜드   | 더 돔                     |
| 2014년 10월 3일  | 버밍엄       | 잉글랜드   | 더 라이브러리             |
| 2014년 10월 4일  | 맨체스터     | 잉글랜드   | RNCM 시어터               |
| 2014년 10월 6일  | 글래스고     | 스코틀랜드 | 오란 모                   |
| 2014년 10월 8일  | 런던         | 잉글랜드   | 해크니 엠파이어           |
| 2014년 10월 9일  | 브리스틀     | 잉글랜드   | 트리니티                  |
| 2014년 10월 14일 | 파리         | 프랑스     | 라 마로퀴네리             |
| 2014년 10월 15일 | 암스테르담   | 네덜란드   | 파라디소                  |
| 2014년 10월 16일 | 브뤼셀       | 벨기에     | 앱 박스                   |
| 2014년 10월 17일 | 쾰른         | 독일       | 뷔르게르하우스 슈톨베르크 |
| 2014년 10월 19일 | 코펜하겐     | 덴마크     | 베가                      |
| 2014년 10월 20일 | 함부르크     | 독일       | 모조                      |
| 2014년 10월 21일 | 베를린       | 독일       | 케셀하우스                |
| 2014년 10월 22일 | 바르샤바     | 폴란드     | 바센                      |
| 북아메리카       |              |            |                           |
| 2014년 11월 6일  | 워싱턴 D.C.  | 미국       | 9:30 클럽                 |
| 2014년 11월 7일  | 필라델피아   | 미국       | 유니언 트랜스퍼           |
| 2014년 11월 8일  | 뉴욕         | 미국       | 터미널 5                  |
| 2014년 11월 11일 | 보스턴       | 미국       | 브라이턴 뮤직 홀          |
| 2014년 11월 13일 | 시카고       | 미국       | 메트로                    |
| 2014년 11월 14일 | 미니애폴리스 | 미국       | 파인 라인                 |
| 2014년 11월 17일 | 밴쿠버       | 캐나다     | 코모도어                  |
| 2014년 11월 18일 | 시애틀       | 미국       | 쇼박스                    |
| 2014년 11월 20일 | 샌프란시스코 | 미국       | 리전시                    |
| 2014년 11월 21일 | 로스앤젤레스 | 미국       | 리전트                    |
| 2014년 11월 26일 | 오스틴       | 미국       | 패리시                    |
| 2014년 11월 28일 | 댈러스       | 미국       | 트리스                    |
| 2014년 11월 29일 | 뉴올리언스   | 미국       | 리퍼블릭                  |
| 2014년 12월 1일  | 내슈빌       | 미국       | 머시 라운지               |
| 2014년 12월 2일  | 애틀랜타     | 미국       | 터미널 웨스트             |
| 2014년 12월 3일  | 올랜도       | 미국       | 더 소셜                   |

## 평가
| 전문가 평가         | 전문가 평가 |
| 총 점수             | 총 점수     |
| 출처                | 점수        |
| ------------------- | ----------- |
| AnyDecentMusic?     | 8.5/10      |
| 메타크리틱          | 86/100      |
| 평가 점수           |             |
| 출처                | 점수        |
| 가디언              | [ 21 ]      |
| 디 A.V. 클럽        | A-          |
| 롤링 스톤           | [ 23 ]      |
| 스핀                | 9/10        |
| 엔터테인먼트 위클리 | A           |
| 올뮤직              | [ 26 ]      |
| 인디펜던트          | [ 27 ]      |
| 팝매터스            | 8/10        |
| 피치포크            | 8.8/10      |
| NME                 | 8/10        |

“LP1”은 음악 평단으로부터 극찬을 받았다. 여러 매체의 리뷰 및 점수를 환산해 평균을 매기는 리뷰 애그리게이터 웹사이트 메타크리틱에서는 38개의 리뷰를 합하여 100점 만점 중 86점이 매겨졌으며, AnyDecentMusic?에서는 10점 중 8.5점을 받았다.
인디펜던트의 크리스토퍼 후튼은 "관능적이고 마약에 중독되는 듯한 R&B의 인기가 점점 더 인기가 많아지는 장르인 반면, 트위그스는 위켄드가 유명하게 만든 장르에 망치를 들고, 돌무더기 위에서 논다"고 말하면서 만점을 주었다. 올뮤직에 리뷰를 쓴 히더 페어스도 만점을 주면서 "이전에 발표한 작품보다 훨씬 더 쉽게 들을 수 있고 R&B가 더 노골적인 사운드를 만들게 하지만, 음반이 가진 환상적인 관능을 계속해서 유지한다"고 평가하였다. 마일스 레이머는 엔터테인먼트 위클리에서 "자신을 교묘히 드러내는 특이한 디바 중 한 종류인 트위그스는 악기와 목소리가 섞이기 위해 거의 속삭이듯이 노래한다. 하지만 그녀는 청중을 도전적인 영역으로 끌어들이기 위해 충분히 끌어오는 듯한 힘을 발휘한다."고 글을 쓰며 A를 부여하였다. 페이스트의 사샤 게펀은 "욕망과 고통, 의욕과 만족, 신성함과 불경함 등의 사이에 있는 긴장감이 음반을 통해 고스란히 스며들었다"고 쓰며 10점 만점 중 9.2점으로 점수를 매겼다.
디 A.V. 클럽의 카일 파울은 "현대 R&B와 전자 음악을 노래함과 동시에 창의력을 발휘하며 하나의 미학을 만들어냈다"고 말하였고, "그런 통제력과 야망을 모두 갖춘 데뷔작은 보기 드물다. “LP1”은 살아있으면서도 미래지향적인 음악으로 들을 수 있는 드문 음반이다"라고 결론지으며 A-를 주었다. 스핀의 조너선 지켈은 9점을 주며 "독특하고, 마약과 같으며, 근본적이면서 외계에서 온 것 같은" 음반이라고 표현하며 "현재의 세상이 아무 것도 아닌 것처럼 느끼게 만들었다"고 표현하였다. 피치포크는 음반에 8.8점이라는 점수를 주었으며, 필립 셔번은 "FKA 트위그스의 첫 정규 음반은 기념비적인 데뷔이다. 오늘날 소수의 팝 혹은 실험적인 아티스트들이 시도하는 종류의 위험을 감수한다. 그녀가 지금까지 쌓아온 어떠한 신비함도 버리지 않고 감질나게 초점을 맞추게 한다"고 얘기했다. 익스클레임!의 자바리 위케스는 음반에 대하여 "자신의 정신 박물관의 큐레이터가 되어가고 있는 예술가의 환상적인 데뷔작이다."라고 평하면서 10점 만점에 9점을 주었다. 스테레오검은 “LP1”을 이주의 음반으로 선정하였으며, 톰 브레이언은 케이트 부시나 토크 토크의 마크 홀리스와 같은 80년대 아트 팝 음악을 떠올리게 하는 정확하고 뚜렷한 영국식 표현법을 갖고 있다고 하였으며, 추가로 초기의 미시 엘리엇과 팀발랜드도 언급하였다.
팝매터스의 코리 베슬리는 "FKA 트위그스는 아직 그곳에 있지는 않지만, 차세대의 팝스타가 될 것이다"라고 말하면서 8점을 주었다. NME의 헤이즐 셰필드도 10점 만점에 8점을 주면서 "R&B에 대한 미래지향적인 작품으로 깊은 인상을 주었다"고 평하며 트위그스에 대해 "자신의 예술에 대한 컨트롤과 헌신은 트위그스가 스스로 미래의 소리를 만들어내려고 한다는 것을 입증한다"고 말하였다. 가디언에 글을 쓴 알렉시스 페트리디스는 “LP1”을 "초만원이 된 시장에서 나온 단 하나의 작품"이라고 표현하였으며 "결함은 있지만 [중략] FKA 트위그스가 독특한 비전을 가진 음악가라는 것을 알 수 있다."고 언급하면서 별 다섯 개 중 네 개를 부여하였다. 컨시퀀스의 브라이언 조셉스는 음반을 "혁명적인 작품은 아니다. 사랑과 욕망, 현실과 환상 사이의 이원론에 초점을 맞춘 프로젝트다"고 말하면서 B+를 주었다. 줄리앤 에스코베도 셰퍼드는 롤링 스톤에서 쓴 글에서 음반이 트위그스가 이전에 발매한 두 장의 EP보다 더 나으며, "영국의 그라임과 개러지의 파편이 무겁게 깔리며, 엘레지적인 보컬은 노래를 부드럽게 만들었다"고 평하면서 별 다섯 개 중 세 개 반이라는 점수를 주었다.

## 수상
미국 독립 음악 협회가 주최하는 리베라상에서는 올해의 음반 및 올해의 획기적인 음반(Groundbreaking Album of the Year) 부문에 후보로 이름을 올렸으나, 둘 다 수상에는 실패하였다. 머큐리상에서도 올해의 음반에 이름을 올렸으나 영 파더스의 “Dead”가 수상하였다. 음악 제작자 조합상에서는 올해의 영국 음반 부문에 올라 수상에 성공하였다. 또한 독립 음악 회사 협회(Independent Music Companies Association)에서 주최하는 임팔라상에는 후보로 올랐으나 수상을 실패하였다. 그래미 어워드에서는 음반의 표지가 최우수 리코딩 패키지 부문에 제시 칸다가 이름을 올렸으나 상을 받지는 못하였다.
한편 많은 매체에서는 “LP1”을 2014년과 2010년대 최고의 음반 중 하나로 선정하였다. 빌리지 보이스에서 미국 전역의 음악 평론가들을 대상으로 실시하는 설문 조사인 패즈 & 잡에서는 2014년 음반에서 5위를 차지하였다. 메타크리틱이 산정한 2014년 음악 평론가 선정 음반에서는 63포인트를 얻으면서 4위를 기록하였다. 또한 2014년 점수가 매겨진 메타크리틱 음반 중에서는 11위, 데뷔 음반에서는 1위를 기록하였다.

## 트랙 리스트
| #            | 제목           | 작사·작곡                                            | 프로듀서                           | 재생 시간 |
| ------------ | -------------- | ---------------------------------------------------- | ---------------------------------- | --------- |
| 1.           | 〈Preface〉    | FKA 트위그스                                         | FKA 트위그스                       | 1:46      |
| 2.           | 〈Lights On〉  | FKA 트위그스 아르카 틱                               | 아르카                             | 4:24      |
| 3.           | 〈Two Weeks〉  | FKA 트위그스 에밀 헤이니                             | 헤이니 FKA 트위그스 [a]            | 4:07      |
| 4.           | 〈Hours〉      | FKA 트위그스 헤이니 데본테 하인스 마이클 볼페 아르카 | 헤이니 하인스 클램스 카지노 아르카 | 4:35      |
| 5.           | 〈Pendulum〉   | FKA 트위그스 폴 엡워스                               | 엡워스 FKA 트위그스                | 4:58      |
| 6.           | 〈Video Girl〉 | FKA 트위그스 헤이니                                  | 헤이니 FKA 트위그스 [a]            | 3:47      |
| 7.           | 〈Numbers〉    | FKA 트위그스 샘파                                    | FKA 트위그스 샘파                  | 3:43      |
| 8.           | 〈Closer〉     | FKA 트위그스 틱                                      | FKA 트위그스 사이 안 [a] 틱 [a]    | 3:45      |
| 9.           | 〈Give Up〉    | FKA 트위그스 헤이니                                  | 헤이니 아르카 [a]                  | 4:17      |
| 10.          | 〈Kicks〉      | FKA 트위그스 조엘 컴패스                             | FKA 트위그스 사이 안 [a]           | 5:24      |
| 총 재생 시간 | 총 재생 시간   | 총 재생 시간                                         | 총 재생 시간                       | 40:46     |

| #            | 제목          | 작사·작곡    | 프로듀서        | 재생 시간 |
| ------------ | ------------- | ------------ | --------------- | --------- |
| 11.          | 〈Weak Spot〉 | FKA 트위그스 | FKA 트위그스 틱 | 3:43      |
| 12.          | 〈Ache〉      | FKA 트위그스 | FKA 트위그스 틱 | 5:00      |
| 13.          | 〈Breathe〉   | FKA 트위그스 | FKA 트위그스 틱 | 4:16      |
| 14.          | 〈Hide〉      | FKA 트위그스 | FKA 트위그스 틱 | 2:59      |
| 총 재생 시간 | 총 재생 시간  | 총 재생 시간 | 총 재생 시간    | 56:44     |

기타
- ^[a]  표시는 추가 프로듀서를 의미한다.

### 내용주
1. ↑  피치포크나 빌보드 등의 매체에서는 8월 12일에 발매할 것이라고 기사를 썼지만,[1][2] NME와 페이더 등의 매체에서는 8월 11일에 발매할 것이라고 기재하였다.[3][4]

### 참조주
1. ↑  민스커, 에반 (2014년 6월 9일). “FKA twigs Announces Debut Album LP1” [FKA 트위그스가 데뷔 음반 LP1을 공개하다]. 《피치포크》 (영어). 2014년 6월 12일에 원본 문서에서 보존된 문서. 2021년 7월 11일에 확인함.
2. ↑  페인, 크리스 (2014년 6월 9일). “FKA Twigs Announces Debut Album 'LP1,' Shares Artwork & Track Listing” [FKA 트위그스가 데뷔 음반 'LP1'의 발매 소식과 음반 표지 & 트랙 리스트를 공개하였다]. 《빌보드》 (영어). 2014년 7월 14일에 원본 문서에서 보존된 문서. 2021년 7월 11일에 확인함.
3. ↑  렌쇼, 데이비드 (2014년 6월 10일). “FKA Twigs to release ‘LP1’ in August” [FKA 트위그스가 ‘LP1’을 8월에 발매한다]. 《NME》 (영어). 2021년 7월 13일에 원본 문서에서 보존된 문서. 2021년 7월 11일에 확인함.
4. ↑  프라이드랜더, 에밀리 (2014년 6월 9일). “FKA Twigs Reveals Cover Art for Her Debut LP” [FKA 트위그스가 그녀의 데뷔 LP의 표지를 공개하였다]. 《페이더》 (영어). 2014년 6월 11일에 원본 문서에서 보존된 문서. 2021년 7월 11일에 확인함.
5. ↑  페인, 크리스 (2014년 6월 24일). “FKA Twigs Plays A Goddess In 'Two Weeks' Video: Watch” [FKA 트위그스가 'Two Weeks'의 비디오에서 여신을 연기하다: 보기]. 《빌보드》 (영어). 2020년 6월 15일에 원본 문서에서 보존된 문서. 2021년 7월 11일에 확인함.
6. 1 2  후에르타, 헤이디 (2015년 8월 30일). “2015 MTV VMAS: SEE THE FULL WINNERS LIST” [2015 MTV VMA: 수상자 목록 보기]. 《MTV 뉴스》 (영어). 2015년 9월 4일에 원본 문서에서 보존된 문서. 2021년 7월 11일에 확인함.
7. ↑  브레이언, 톰 (2015년 1월 14일). “FKA Twigs – “Pendulum” Video” [FKA Twigs – “Pendulum” 비디오]. 《스테레오검》 (영어). 2020년 11월 8일에 원본 문서에서 보존된 문서. 2021년 7월 11일에 확인함.
8. ↑  굿맨, 제시카 (2015년 1월 14일). “FKA Twigs' 'Pendulum' Music Video Features Better Bondage Than 'Fifty Shades'” [FKA 트위그스의 'Pendulum' 뮤직 비디오는 '그레이의 50가지 그림자'보다 더 속박되어 있는 모습을 보여준다]. 《허핑턴 포스트》 (영어). 2021년 7월 11일에 원본 문서에서 보존된 문서. 2021년 7월 11일에 확인함.
9. ↑  캠프, 조 (2015년 11월 4일). “FKA twigs Performs "Figure 8" and "In Time" at MOBO Awards” [FKA 트위그스가 "Figure 8"과 "In Time"을 MOBO 어워드에서 공연하였다]. 《피치포크》 (영어). 2015년 11월 9일에 원본 문서에서 보존된 문서. 2021년 7월 11일에 확인함.
10. ↑  “BBC – Radio 1 – Playlist” [BBC – 라디오 1 – 플레이리스트] (영어). BBC. 2014년 10월 13일. 2014년 10월 14일에 원본 문서에서 보존된 문서. 2014년 12월 15일에 확인함.
11. ↑  레이머, 마일스 (2014년 10월 29일). “FKA Twigs gets severely creepy in her 'Video Girl' video” [FKA 트위그스는 'Video Girl'의 영상에서 심하게 소름끼치는 모습을 보여준다]. 《엔터테인먼트 위클리》 (영어). 2015년 3월 31일에 원본 문서에서 보존된 문서. 2021년 7월 11일에 확인함.
12. ↑  웨버, 린지 (2014년 10월 29일). “This FKA Twigs Video Is Absolutely Terrifying” [이 FKA 트위그스의 비디오는 확실히 무섭다]. 《벌처》 (영어). 2014년 11월 1일에 원본 문서에서 보존된 문서. 2021년 7월 11일에 확인함.
13. ↑  로켓, 디 (2014년 10월 29일). “FKA Twigs Extends Her Reign as the Queen of Music Videos With This Haunting Short Film” [FKA 트위그스가 잊히지 않는 단편 영화로 뮤직비디오의 여왕으로서의 입지를 넓히다]. 《슬레이트》 (영어). 2021년 7월 11일에 원본 문서에서 보존된 문서. 2021년 7월 11일에 확인함.
14. ↑  휴스, 조시아 (2014년 8월 12일). “FKA twigs Takes 'LP1' on World Tour” [FKA 트위그스가 'LP1'의 세계 투어를 공개하였다]. 《익스클레임!》 (영어). 2020년 11월 26일에 원본 문서에서 보존된 문서. 2021년 7월 11일에 확인함.
15. ↑  고든, 제러미 (2014년 8월 12일). “FKA twigs Announces International Tour” [FKA 트위그스가 세계 투어를 공개하였다]. 《피치포크》 (영어). 2014년 8월 12일에 원본 문서에서 보존된 문서. 2021년 7월 11일에 확인함.
16. ↑  달리, 리언 (2014년 9월 7일). “FKA Twigs covers Sam Smith’s ‘Stay With Me’ – watch” [FKA 트위그스가 샘 스미스의 곡 ‘Stay With Me’를 커버하였다 – 보러가기]. 《NME》 (영어). 2021년 7월 11일에 원본 문서에서 보존된 문서. 2021년 7월 11일에 확인함.
17. ↑  “FKA twigs announces North American tour” [FKA 트위그스가 북아메리카 투어 일정을 공개했다]. 《컨시퀀스》 (영어). 2014년 8월 12일. 2021년 7월 11일에 원본 문서에서 보존된 문서. 2021년 7월 11일에 확인함.
18. ↑  켈리, 크리스 (2014년 11월 7일). “At U.S. tour opener, rising star FKA Twigs vaults herself into impressive company” [미국 투어의 시작 공연에서 떠오르는 스타 FKA 트위그스는 스스로 인상적인 음악가로 도약하였다]. 《워싱턴 포스트》 (영어). 2014년 11월 10일에 원본 문서에서 보존된 문서. 2021년 7월 11일에 확인함. (구독 필요).
19. 1 2  “Lp1 by FKA Twigs reviews”. 《AnyDecentMusic?》 (영어). 2014년 8월 11일. 2014년 12월 10일에 원본 문서에서 보존된 문서. 2021년 7월 12일에 확인함.
20. 1 2  “LP1 by FKA twigs Reviews and Tracks”. 《메타크리틱》 (영어). CBS 인터랙티브. 2014년 8월 12일. 2014년 12월 21일에 원본 문서에서 보존된 문서. 2021년 7월 12일에 확인함.
21. 1 2  페트리디스, 알렉시스 (2014년 8월 7일). “FKA Twigs: LP1 review – a singular piece of work in an overcrowded market” [FKA 트위그스: LP1 리뷰 - 많은 사람이 있는 시장 속에서도 두드러지는 작품]. 《가디언》 (영어). 2014년 8월 10일에 원본 문서에서 보존된 문서. 2021년 7월 12일에 확인함.
22. 1 2  파울, 카일 (2014년 8월 12일). “FKA Twigs gets sultry, ambitious, and inventive on her debut” [FKA 트위그스는 데뷔작에서 관능적이고, 야심적이며, 독창성을 보여준다]. 《디 A.V. 클럽》 (영어). 2019년 11월 22일에 원본 문서에서 보존된 문서. 2021년 7월 12일에 확인함.
23. 1 2  에스코베도 셰퍼드, 줄리앤 (2014년 8월 12일). “LP1”. 《롤링 스톤》 (영어). 2020년 12월 1일에 원본 문서에서 보존된 문서. 2021년 7월 12일에 확인함.
24. 1 2  지켈, 조너선 (2014년 8월 11일). “Millennial Tension: FKA Twigs Arrives With the Menacing, Incandescent ‘LP1′” [밀레니얼의 긴장: 위협적이고 강렬한 ‘LP1′과 함께 도착한 FKA 트위그스]. 《스핀》 (영어). 2015년 9월 9일에 원본 문서에서 보존된 문서. 2021년 7월 12일에 확인함.
25. 1 2  레이머, 마일스 (2014년 10월 1일). “LP1”. 《엔터테인먼트 위클리》 (영어). 2016년 11월 11일에 원본 문서에서 보존된 문서. 2021년 7월 12일에 확인함.
26. 1 2  페어스, 히더 (2014년 8월 6일). “LP1 - FKA twigs”. 《올뮤직》. 2021년 5월 26일에 원본 문서에서 보존된 문서. 2021년 7월 12일에 확인함.
27. 1 2  후튼, 크리스토퍼 (2014년 8월 5일). “FKA Twigs: LP1 review”. 《인디펜던트》 (영어). 2014년 8월 8일에 원본 문서에서 보존된 문서. 2021년 7월 12일에 확인함.
28. 1 2  베슬리, 코리 (2014년 8월 14일). “FKA twigs: LP1”. 《팝매터스》 (영어). 2021년 7월 12일에 원본 문서에서 보존된 문서. 2021년 7월 12일에 확인함.
29. 1 2  셔번, 필립 (2014년 8월 11일). “FKA twigs: LP1”. 《피치포크》 (영어). 2014년 8월 13일에 원본 문서에서 보존된 문서. 2021년 7월 12일에 확인함.
30. 1 2  호너, 알 (2014년 8월 6일). “FKA Twigs – ‘LP1’”. 《NME》 (영어). 2019년 12월 18일에 원본 문서에서 보존된 문서. 2021년 7월 12일에 확인함.
31. ↑  게펀, 사샤 (2014년 8월 12일). “FKA twigs: LP1 Review”. 《페이스트》. 2020년 10월 30일에 원본 문서에서 보존된 문서. 2021년 7월 13일에 확인함.
32. ↑  자바리, 위케스 (2014년 8월 8일). “FKA twigs LP1”. 《익스클레임!》. 2014년 12월 31일에 원본 문서에서 보존된 문서. 2021년 7월 13일에 확인함.
33. ↑  브레이언, 톰 (2014년 8월 12일). “Album Of The Week: FKA twigs LP1”. 《스테레오검》. 2021년 7월 13일에 원본 문서에서 보존된 문서. 2021년 7월 13일에 확인함.
34. ↑  조셉스, 브라이언 (2014년 8월 11일). “Album Review: FKA twigs – LP1”. 《컨시퀀스》 (영어). 2021년 4월 22일에 원본 문서에서 보존된 문서. 2021년 7월 13일에 확인함.
35. ↑  “The Village Voice's 42nd Pazz & Jop Music Critics Poll”. 《빌리지 보이스》. 2015년 1월 24일에 원본 문서에서 보존된 문서. 2015년 1월 24일에 확인함.
36. ↑  디에츠, 제이슨 (2014년 12월 2일). “Best of 2014: Music Critic Top Ten Lists”. 《메타크리틱》. CBS 인터랙티브. 2014년 12월 3일에 원본 문서에서 보존된 문서. 2021년 7월 13일에 확인함.
37. ↑  디에츠, 제이슨 (2014년 12월 29일). “The Best Albums of 2014”. 《메타크리틱》. CBS 인터랙티브. 2015년 1월 1일에 원본 문서에서 보존된 문서. 2021년 7월 13일에 확인함.
38. ↑  디에츠, 제이슨 (2014년 12월 2일). “The Freshman 15: 2014's Best Debut Albums”. 《메타크리틱》. CBS 인터랙티브. 2014년 12월 25일에 원본 문서에서 보존된 문서. 2021년 7월 13일에 확인함.